# IC 1146
IC 1146 је спирална галаксија у сазвјежђу Змај која се налази на листи објеката дубоког неба у Индекс каталогу.
Деклинација објекта је + 69° 23' 10" а ректасцензија 15h 48m 22,0s. Привидна величина (магнитуда) објекта IC 1146 износи 14,0 а фотографска магнитуда 14,8. IC 1146 је још познат и под ознакама MCG 12-15-19, CGCG 338-21, NPM1G +69.0148, PGC 56085.